# Флоренція Бейлі
Флоренція Августа Мерріем Бейлі (англ. Florence Augusta Merriam Bailey, 8 серпня 1863 — 22 вересня 1948) — американська природодослідниця, орнітологиня, письменниця і популяризаторка науки. Поклала початок Національному Одюбонівському товариству, написала перший у своєму роді довідник про життя птахів у природному середовищі існування «Birds Through an Opera-Glass».

## Життєпис
Флоренція народилася 8 серпня 1863 року. Вона мала двох братів і сестру, молодшим з братів був Клінтон Гард Мерріем. На вивчення природничих наук і астрономії Флоренцію і її брата Гарда надихнули батьки і їхня тітка, Гелен Баг. Завдяки цьому вони з братом з раннього віку захопилися орнітологією. Її батько, який цікавився науковими питаннями, листувався з натуралістом Джоном М'юром, а Ернест Томпсон Сетон був другом сім'ї Мерріем.
Здоров'я Флоренції з раннього дитинства був слабким. Але, попри часті хвороби, вона відвідувала приватну школу і готувалася до вступу в коледж. 1882 року вона вступила до Коледжу Сміт, але як «особлива студентка», і по закінченні здобула сертифікат про освіту, але не ступінь. Вчений ступінь їй надано значно пізніше, 1921 року. Взимку 1893—1894 Бейлі також відвідувала курси у Стенфордському університеті.

## Захист птахів
Коли Флоренція була молодою, у моді було прикрашати капелюшки пір'ям. 1885 року Бейлі написала статті в кілька газет, в яких засуджувала це явище. Наступного року, разом з однодумцем Джорджем Ґріннелом і однокурсницею Фанні Гарді Ексторм, вона організувала спільноту SCAS (Smith College Audubon Society), яка започаткувала Національне Одюбонівське товариство. SCAS запросили натураліста Джона Берроуза приєднатися до них, і 1886 року вони провели першу з серії натуралістичних прогулянок.
Коли Бейлі переїхала до Вашингтона, вона допомогла організувати Колумбійське Одюбонівське товариство, а від 1897 року стала викладати там орнітологію. Тоді ж вона стала активно допомагати Комітету з захисту птахів і Спілці американських орнітологів.
Бейлі вела просвітницьку діяльність, розповідаючи про цінність птахів і необхідність захищати їх від винищення. Вона також продовжувала вести роботу щодо їх захисту. Наслідком її діяльності стало посилення 1900 року закону про браконьєрство. Це був перший крок до припинення винищення тварин, особливо морських птахів, таких як пелікани. Зрештою, розширення заборон, зміна моди і підвищення рівня освіченості призвели до припинення вилову і вбивства птахів заради капелюхів та одягу.

## Орнітологія

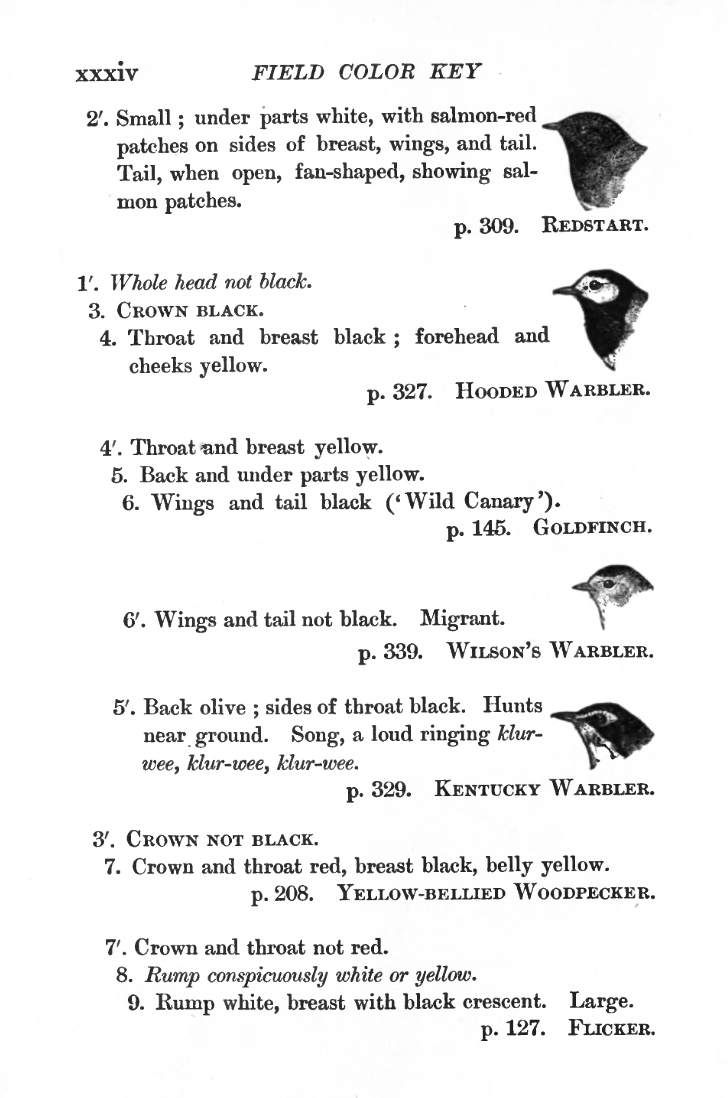
Сторінка з книги Бейлі Birds of Village and Field

Коли Флоренція тільки почала цікавитися орнітологією, більшість досліджень птахів ґрунтувались на вивченні так званих колекцій (вони складалися з наукових зразків: опудал, частин скелета тощо). Однак Бейлі більше цікавило вивчення життя птахів і їхньої поведінки в природному середовищі. У 26 років вона опублікувала перший у своєму роді ілюстрований довідник Birds Through an Opera-Glass, уклавши його зі своїх нотаток, написаних для журналу, який випускало Адюбонівське товариство Audubon Magazine. У цій книзі описано 70 поширених видів птахів.
1889 році Флоренція здійснила першу подорож західними штатами США. Однією з цілей поїздки було відновити здоров'я. Хоча їй ніколи так і не було поставлено діагнозу, найпевніше, вона страждала від туберкульозу. Після цієї поїздки вона кілька разів поверталася на захід країни, щоб вивчати птахів і природу. В одній із таких подорожей її супутницею була Гаррієт Манн-Міллер (також відома як Олів Торн Міллер). За результатами цих поїздок написано книги My Summer in a Mormon Village і A-Birding on a Bronco. Після повернення з заходу додому, Бейлі організувала у Вашингтоні відділення Жіночого національного наукового клубу. Після цього вона написала свій другий ілюстрований довідник Birds of Village and Field (до нього увійшло 150 видів птахів), опублікований в 1898 році. Як і Birds Through an Opera-Glass, цей довідник орієнтований на широку публіку.
Протягом наступних років Бейлі подорожувала США, продовжуючи вивчати птахів у дикій природі. Вона опублікувала кілька яскравих робіт, у яких літературна мова поєднувалася з наукою.
Бейлі стала першою жінкою, прийнятою в Американський орнітологічний союз (1885 рік), а також першою жінкою, відзначеною медаллю Брюстера (1931 рік).

## Вибрані праці
- Merriam, Florence A. Birds Through an Opera-Glass. — Boston, MA : Houghton Mifflin[en], 1890. — DOI:10.5962/bhl.title.60311.
- Merriam, Florence A. My Summer in a Mormon Village. — Boston, MA : Houghton Mifflin[en], 1894.
- Merriam, Florence A. A-Birding on a Bronco. — Boston, MA : Houghton Mifflin[en], 1896. — DOI:10.5962/bhl.title.12539.
- Merriam, Florence A. How Birds Affect the Farm and Garden. — New York, NY : Forest and Stream Publishing, 1896. — DOI:10.5962/bhl.title.36220.
- Merriam, Florence A. Birds of Village and Field: A Bird Book for Beginners. — Boston, MA : Houghton Mifflin[en], 1898. — DOI:10.5962/bhl.title.30028.
- Bailey, Florence Merriam. Handbook of Birds of the Western United States, Including the Great Plains, Great Basin, Pacific Slope, and Lower Rio Grande Valley. — Boston, MA : Houghton Mifflin[en], 1902. — DOI:10.5962/bhl.title.7872.
- Bailey, Vernon; Bailey, Florence Merriam. Wild Animals of Glacier National Park. — Washington, DC : Government Printing Office[en], 1918. — DOI:10.5962/bhl.title.13645..
- Bailey, Florence Merriam. Birds of New Mexico. — Santa Fe, NM : New Mexico Dept. of Game and Fish[en] in cooperation with the State Game Protective Association and the Bureau of Biological Survey, 1928.
- Bailey, Florence Merriam. Among the Birds in the Grand Canyon Country. — Washington, DC : Government Printing Office[en], 1939.